# Caviria vinasia
Caviria vinasia är en fjärilsart som beskrevs av William Schaus 1927. Caviria vinasia ingår i släktet Caviria och familjen tofsspinnare. Inga underarter finns listade i Catalogue of Life.